# Temporales de Coquimbo de 2011
Los Temporales de Coquimbo de 2011, corresponden a dos eventos de gran concentración de precipitación registrados durante el mes de junio de 2011 en la IV Región de Coquimbo. Estos eventos afectaron gran parte de Chile, sin embargo la región de Coquimbo fue la más afectada. El primer evento se registró el día 5 al 6 de junio y el segundo se desarrolló entre los días 18 y 20 de junio.
Finalmente ese año sumando el resto de eventos de precipitación ocurridos finalizó con cifras muy superiores en la mayoría de las localidades de la Región de Coquimbo, por ejemplo en La Serena cayeron 212,1 mm., dejando al año como el tercer más lluvioso de los últimos 30 años en la ciudad, solo por detrás de 1992 con 240 mm. y 1997 con 226 mm. Otras ciudades que presentaron al finalizar el 2011 montos importantes de precipitación fueron Huasco con 122 mm. y Ovalle con 202,1 mm. Sin embargo a pesar de los excedentes de agua caída en valles y zonas costera, la cordillera presentó déficit de nieve por lo cual hizo que la sequía se acentuara por el bajo caudal de los ríos de la región.

## Desarrollo

### Temporal del 6 de junio

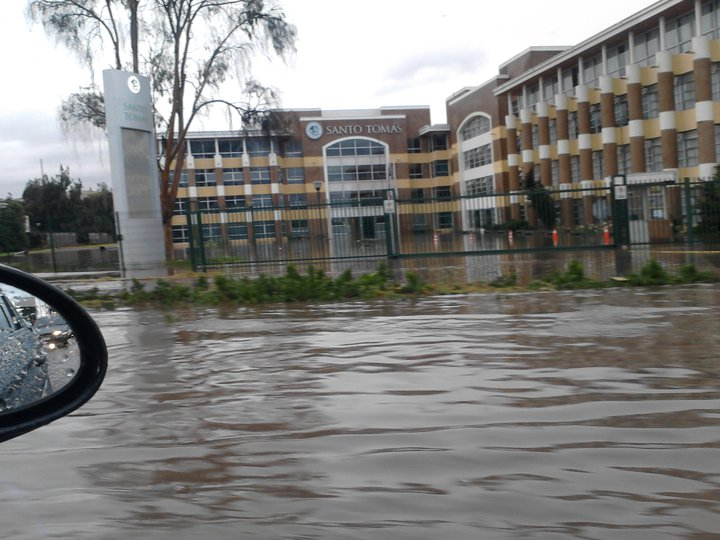
Universidad Santo Tomás sede La Serena, completamente inundada.

Para el día 5 de junio, la Dirección Meteorológica de Chile anunciaba el ingreso de un sistema frontal activo para la toda la zona central de Chile, abarcando desde la Región de Coquimbo hasta la del Biobío. Sin embargo la Oficina Nacional de Emergencia del Ministerio del Interior hasta ese día no decretaba ningún tipo de alerta a la población, los pronósticos en general predecían precipitaciones moderadas a débiles en toda el área central del país. El frente que comenzaba a ingresar venía con características de Frente ocluido. Cerca de las 23:00 horas local de la ciudad de La Serena se comenzaban a registrar las primeras precipitaciones, las cuales comenzaron a intensificarse durante la madrugada del día 6 de junio, en donde la lluvia ya caía con gran intensidad generando problemas viales generalizados, como también cortes de energía eléctrica y de agua potable en toda la conurbación La Serena-Coquimbo.
El sistema frontal tomó inesperada fuerza activándose con gran energía en la costa de la Provincia de Elqui, según los Meteorólogos de Ceaza no se esperaban más de 30 mm. en La Serena, sin embargo estos pronósticos fueron totalmente superados tras 12 horas de intensas precipitaciones que finalizaron alrededor de las 11:00 horas del mismo día 6 de junio, acumulando 105 milímetros en La Serena según datos de la Dirección General de Aguas correspondiente al Ministerio de Obras Públicas de Chile.

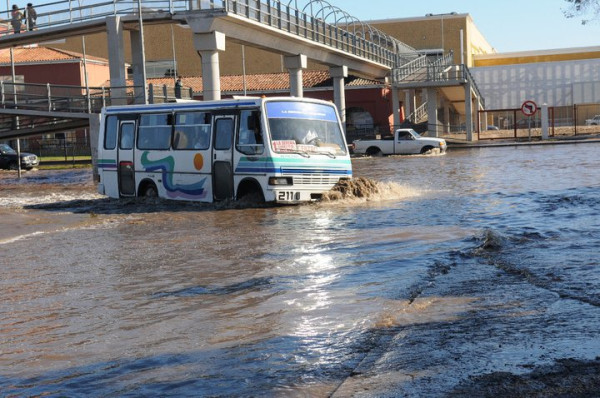
Ruta 5 en el sector de la pasarela peatonal ubicada frente al Mall Puerta del Mar en La Serena.

Las precipitaciones se concentraron en la zona costera de la Provincia de Elqui, registrando valores superiores a los 100 milímetros en un solo día en La Serena, situación que no se observaba desde el año 1987. Para la zona interior de la Región de Coquimbo, la situación fue menor en cuanto a cantidad de agua caída pero igualmente intensa debido al poco tiempo en la cual se concentraron.

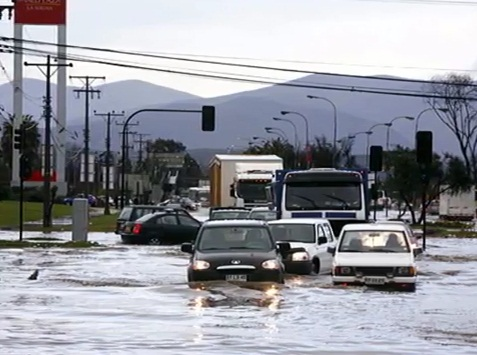
Ruta 5 frente al Mall Plaza La Serena saturada con el agua lluvia.

Precipitación del día 6 de junio en la Región de Coquimbo. (mm)
| Provincia            | Localidad  | Cantidad caída el 6 de junio | Cantidad total a esa fecha | Cantidad caída a esa fecha en 2010 | Promedio normal anual al 6 de junio | Promedio normal anual | % déficit o superávit a esa fecha |
| -------------------- | ---------- | ---------------------------- | -------------------------- | ---------------------------------- | ----------------------------------- | --------------------- | --------------------------------- |
| Provincia de Elqui   | La Serena  | 105                          | 105,1                      | 23,9                               | 12,5                                | 82,2                  | 741                               |
| Provincia de Elqui   | Coquimbo   | 85                           | 86,2                       | 25                                 | 12,9                                | 83,4                  | 568                               |
| Provincia de Elqui   | Vicuña     | 35                           | 35,8                       | 46                                 | 15,4                                | 95,2                  | 132                               |
| Provincia de Elqui   | Rivadavia  | 27,7                         | 28,7                       | 20,5                               | 14,1                                | 94,8                  | 104                               |
| Provincia de Elqui   | La Laguna  | 23,5                         | 52                         | 29,5                               | 49,3                                | 159,9                 | 5                                 |
| Provincia del Limarí | Ovalle     | 49,2                         | 50,2                       | 43,9                               | 17                                  | 103,3                 | 195                               |
| Provincia del Limarí | La Paloma  | 60,5                         | 60,5                       | 49,5                               | 23,8                                | 135,4                 | 154                               |
| Provincia del Limarí | Recoleta   | 54                           | 54                         | 47,5                               | 16,5                                | 101,3                 | 227                               |
| Provincia del Limarí | Cogotí     | 52                           | 53                         | 75                                 | 34,4                                | 190,2                 | 54                                |
| Provincia del Limarí | Combarbalá | 46                           | 46,5                       | 71                                 | 35,4                                | 210,9                 | 31                                |
| Provincia del Choapa | Illapel    | 33                           | 34,2                       | 24                                 | 32,8                                | 169                   | 4                                 |
| Provincia del Choapa | Salamanca  | 19,5                         | 21                         | 49                                 | 45,7                                | 246,8                 | -54                               |
| Provincia del Choapa | Los Vilos  | 15                           | 15                         | 28,4                               | 48                                  | 221,8                 | -69                               |

### Temporal del 18 al 20 de junio
Durante la semana del 12 de junio, se emitió una alerta amarilla por parte de la Oficina Nacional de Emergencia del Ministerio del Interior que informaba acerca de la aproximación de un nuevo sistema frontal que afectaría desde las regiones de Coquimbo al Bíobío, concentrándose su mayor fuerza nuevamente en la zona interior de la Región de Coquimbo y Valparaíso los días 18 y 19 de junio y la zona costera de la Región de Coquimbo el día 20 de junio. Esta medida permitió que los organismos regionales comenzarán a distribuir ayuda preventiva a los sectores poblacionales más vulnerables o que ya se habían visto afectados por las lluvias de la semana anterior.
A primeras horas del día sábado 18 de junio el frente comenzó a manifestarse en la zona centro de Chile con fuertes ráfagas de vientos en zonas costeras, alcanzando, por ejemplo, en la ciudad de Valparaíso rachas de hasta 120 km/h. acompañadas de constantes precipitaciones. Esta situación provocó interrupciones en el suministro eléctrico en varias localidades de esa región, como también la medida de cierre de los puertos de Valparaíso, San Antonio y Quintero. La misma situación se vivía en otras zonas del país como en la Región del Maule, donde la lluvia y el fuerte viento produjeron cortes de luz, caída de árboles y voladuras de techumbre, en el sector de Curicó.
En La Serena y Coquimbo el frente arribó al mediodía del 18 de junio con fuertes vientos de más de 60 km/h provocando voladura de techumbres en el casco histórico de la ciudad, a los minutos después se deja sentir una persistente lluvia, pero sin embargo hasta ese minuto lo más intenso y las mayores problemáticas se evidenciaban a causa del viento persistente y fuerte que reinaba en la zona. Finalmente, las lluvias ese día terminaron por ser de carácter más débil, sin embargo las marejadas ocasionadas hicieron encallar dos buques en el sector de la playa Changa de Coquimbo. Mientras, en la zona interior de la Provincia del Limarí en la Región de Coquimbo, el temporal dejaba caer mucha cantidad de agua en pocas horas, acumulando en prácticamente todas las comunas, cifras cercanas y/o superiores a los 100 milímetros de agua caída. Uno de los problemas más preocupantes fue una serie de aluviones en la localidad de La Chimba en Ovalle, dejando 20 evacuados y varias casas destruidas.
El día 19 de junio fue un periodo de transición en el cual se vivió en la zona solo actividad asociada a inestabilidad por el paso del frente del día anterior, lo cual originó montos de precipitación menores a los experimentados el día anterior. Muchas personas aprovecharon este día para reparar sus hogares dañados por el viento y prepararse para el evento del día siguiente que sería especialmente fuerte en la zona costera de la Región de Coquimbo. A inicios del día 20 de junio de 2011, las principales ciudades presentaban condiciones normales de tiempo, sin embargo el frente comenzó a manifestarse desde la V Región de Valparaíso al mediodía trasladándose hacia el norte, sin tener gran ingreso al continente sino más bien moverse por la zona costera. En la ciudad de Coquimbo se comenzaron a sentir las primeras precipitaciones alrededor de las 2 de la tarde, solo con lloviznas y chubascos débiles, En La Serena el evento comenzó a registrar lluvias cercanas a las 4 de la tarde, siendo su mayor momento de energía entre las 6 y 7 de la tarde, generando lluvias de carácter fuerte a intenso, y en un periodo de 5 horas dejó en La Serena una cantidad de agua caída que superaba los 43 milímetros, provocando inundación de las principales arterias y caos en las personas que volvían de sus trabajos. Hacia la zona interior las lluvias fueron de menor cuantía.

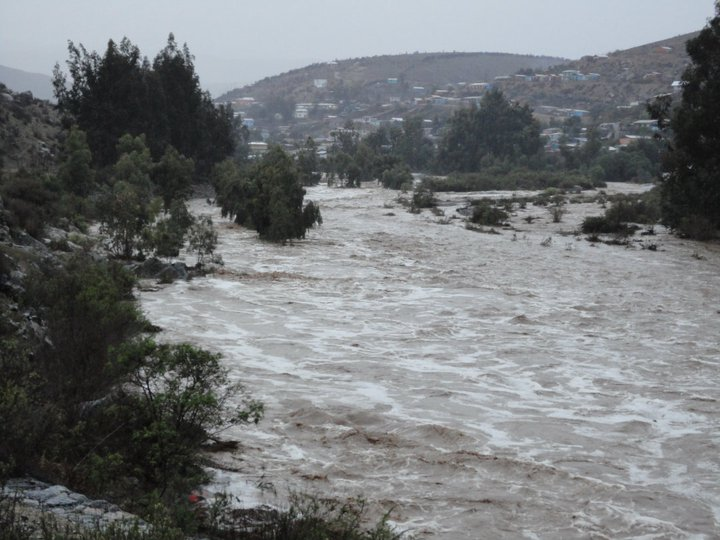
Caudal con el que bajaba el estero de Canela.

Precipitación de los días 19, 20 y 21 de junio en la Región de Coquimbo. (mm)
| Provincia            | Localidad  | Cantidad caída el 19 de junio | Cantidad caída el 20 de junio | Cantidad caída el 21 de junio | Acumulado total a esa fecha | Normal a la fecha |
| -------------------- | ---------- | ----------------------------- | ----------------------------- | ----------------------------- | --------------------------- | ----------------- |
| Provincia de Elqui   | La Serena  | 6,5                           | 3,5                           | 43,5                          | 158,6                       | 20,7              |
| Provincia de Elqui   | Vicuña     | 12,8                          | 2,1                           | 22,8                          | 73,5                        | 23,5              |
| Provincia de Elqui   | Rivadavia  | 19                            | 0,5                           | 9                             | 62,5                        | 22,2              |
| Provincia de Elqui   | La Laguna  | 12                            | —                             | —                             | 64                          | 63,7              |
| Provincia del Limarí | Ovalle     | 57,3                          | 8                             | 38                            | 153,6                       | 27                |
| Provincia del Limarí | La Paloma  | 62,8                          | 11,5                          | 21,5                          | 156,3                       | 37,2              |
| Provincia del Limarí | Recoleta   | 49                            | 5                             | 24                            | 132                         | 26,9              |
| Provincia del Limarí | Cogotí     | 77                            | 18,5                          | 25,5                          | 154                         | 51,6              |
| Provincia del Limarí | Combarbalá | 73,5                          | 27,8                          | 28,5                          | 176,3                       | 54,5              |
| Provincia del Choapa | Illapel    | 22                            | 6,5                           | 33                            | 95,7                        | 51                |
| Provincia del Choapa | Salamanca  | 34,5                          | 9                             | 23                            | 97,5                        | 69,7              |
| Provincia del Choapa | Los Vilos  | 29,8                          | 14,4                          | 42,4                          | 101,6                       | 72,1              |